# 진 회공 (희진)
진 회공(晉 懷公, ? - 기원전 636년, 재위 기원전 636년)은 중국 춘추 시대 진나라의 제23대 임금으로, 성은 희 (姬) 씨는 진(晉) 휘는 어(圉)다. 진 혜공과 양(梁)나라 공녀의 아들이다.

## 즉위 전
진 혜공이 양나라에 망명한 시절에 본 아들로, 태어났을 때, 외할아버지 양백(梁伯)이 점을 쳤는데 남의 신하가 되리라는 점괘가 나왔다. 그래서 아버지가 마굿간지기를 뜻하는 '어'로 이름을 지었다.
진 혜공 8년(기원전 643년), 한원 전투에서 사로잡힌 진 혜공을 석방하는 조건으로 진나라에 인질로 가 진 목공의 딸 회영과 혼인했다. 2년 후(기원전 641년), 진나라가 외가인 양나라를 멸했다. 진 혜공 13년(기원전 638년), 아버지 혜공이 병이 들자, 아내에게 당신의 친정 진나라에게는 자신의 외가가 멸망할 정도로 업신여김을 받고 또 본국에서는 도와줄 사람이 없으므로 다른 공자가 아버지의 뒤를 이을 것을 걱정한다고 말하고 아내의 권유를 받아 본국으로 달아났다. 아내에게 함께 달아나자고 했고, 거절당했으나 비밀을 지키겠다고 해 홀로 달아났다. 이듬해(기원전 637년) 9월(혹 10월), 아버지가 죽자 그 뒤를 이어 진후가 되었다.

## 즉위 후
회공은 진나라에서 달아났으므로 진나라의 원망을 받았고, 진나라는 공자 중이를 세우고자 했다. 회공은 이를 경계하여, 공자 중이를 따라 망명한 자들에게 소환령을 내리고, 이를 따르지 않는 자는 그 일가를 멸하리라고 선포했다. 대신 호돌은 아들 호모, 호언이 중이를 따라갔으나 이 명령을 따르지 않았고, 회공은 분노하여 호돌을 사로잡고, 마침내 죽였다.
그러나 진 목공이 중이를 맞이하여 군대를 이끌고 중이를 진나라로 들여보내자,, 회공은 군사를 내어 여류 땅에서 막았으나, 이 군대가 진나라와 교섭하고 결국 중이의 지휘 아래로 들어가버렸으며, 회공은 고량 땅으로 도망갔다. 난씨와 극씨 일당이 회공을 고량 땅에서 죽이고 호응하여 중이를 진후로 모셨다. 이가 진 문공이다.